# زاوية (كليبر)
زاوية هي قرية في مقاطعة كليبر، إيران. عدد سكان هذه القرية هو 63 في سنة 2006.